# والتهام، کبک
والتهام (به فرانسوی: Waltham) شهری در منطقه شهری پونتیاک ناحیه اوتاوه در استان کبک کانادا است. در سرشماری سال ۲۰۱۱ این شهر ۴۱۵ نفر جمعیت داشته‌است و مساحت آن ۴۵۱٫۴۳ کیلومتر مربع است.